# Inga Tidblad
Inga Sofia Tidblad (Stoccolma, 29 maggio 1901 – Stoccolma, 12 settembre 1975) è stata un'attrice e doppiatrice svedese.

## Biografia
Tra le più apprezzate attrice della storia del teatro svedese, Inga Tidbland nacque a Stoccolma nel 1901, figlia dell'ingegnere Otto Tidblad e di Helga Krumlinde. Studiò recitazione al Dramatens elevskola, la scuola del Teatro Reale Drammatico, dal 1919 al 1922. Fece il suo debutto sulle scene nel ruolo di Ariel in un allestimento de La tempesta diretto da Olof Molander, per poi affermarsi nel 1924 con la sua acclamata Ofelia nell'Amleto. Raffina interprete dell'opera di Shakespeare e Strindberg, recitò con successo in numerosi classici rinascimentali e moderni, ottenendo vasti consensi per le sue interpretazioni dei ruoli di Giulietta in Romeo e Giulietta, Rosalind in Come vi piace, Anna Bolena in Enrico VIII e della figlia ne La sonata degli spettri.
Nel 1956 fu la prima attrice ad interpretare Mary Tyrone nella prima mondiale del dramma di Eugene O'Neill Lungo viaggio verso la notte. Si ritirò dalle scene nel 1963. Recitò anche in numerosi film muti svedese, prima di dedicarsi al cinema sonoro con i film Intermezzo e Pistolen, per cui vinse il Guldbagge Award per la migliore attrice. Inoltre, diede la voce a Pinocchio nel doppiaggio svedese del film della Disney.
Inga Tidblad fu sposata con Ragnar Billberg dal 1923 al 1930 e con Håkan Westergren dal 1931 fino alla sua morte. Da Westergren Inga Tidblad ebbe i figli Meg Westergren e Claes-Håkan Westergren.

## Filmografia parziale

### Attrice
- Intermezzo, regia di Gustaf Molander (1936)
- Spionaggio internazionale (Foreign Intrigue), regia di Sheldon Reynolds (1956)

### Doppiatrice
- Pinocchio, regia di Hamilton Luske, Ben Sharpsteen, Bill Roberts, Norman Ferguson, Jack Kinney, Wilfred Jackson e T. Hee (1940) - voce

## Premi e riconoscimenti
Guldbagge - 1974
Miglior attrice - Pistolen